# 棟杜謝尼
棟杜谢尼是摩爾多瓦的城市，也是棟杜谢尼區的首府，位於該國北部，海拔高度218米，2012年人口10,700。2012年3月27日，市內的列寧雕像被破壞。